# Gastrochilus japonicus
Gastrochilus japonicus es una especie de orquídea que se encuentra en Asia.

## Descripción
Es una planta pequeña, que prefiere el clima cálido, de hábitos epifitas con un tallo corto envuelto por vainas en la base y hojas carnosas, linear-oblongas, un poco encorvadas, agudas, con ápice desigualmente bilobulado. Florece en el otoño en una inflorescencia axilar, más corta que las hojas, con 2 a 7 flores.

## Distribución y hábitat
Se encuentra en Japón, Hong Kong y Taiwán en las regiones montañosas a altitudes de 200 a 2000 metros en las ramas de los pinos y árboles de hoja ancha, así como troncos de árboles. 

## Taxonomía
Gastrochilus japonicus fue descrita por (Makino) Schltr. y publicado en Repertorium Specierum Novarum Regni Vegetabilis 12(317–321): 315. 1913.
Etimología
Gastrochilus, (abreviado Gchls.): nombre genérico que deriva de la latinización de dos palabras griegas: γαστήρ, γαστρός (Gast, gasterópodos), que significa "matriz" y χειλος (Kheili), que significa "labio", refiriéndose a la forma globosa del labio.
japonicus: epíteto geográfico que alude a su localización en Japón.
sinonimia
- Saccolabium japonicum Makino (basónimo)
- Saccolabium somai Hayata
- Gastrochilus somai (Hayata) Hayata
- Gastrochilus holttumianus S.Y. Hu & Barretto
- Gastrochilus taiwanianus S.S. Ying[3][4]